# Haarbach (Wurm)
Der Haarbach ist ein rechtsseitiger Bach im Flusssystem Wurm-Rur-Maas in der Stadt Aachen in der nordrhein-westfälischen Städteregion Aachen im Regierungsbezirk Köln.

## Geschichte
Der Haarbach ist ein seit  Jahrhunderten fließendes Gewässer, das auch heute noch zur Gebietsentwässerung im Aachener Talkessel benötigt wird. Mit der Besiedlung der Flüsse und Bäche nutzten auch die Menschen am Haarbach immer mehr die Wasserkraft, um durch Aufstauung und natürliches Gefälle an geeigneten Orten Wassermühlen zu betreiben. Mehrere Gebäude und auch die Welsche Mühle liefern heute noch einen Beweis dieser Epoche im Raum Aachen.
Nachdem es im Zentrum von Aachen-Haaren, wo der Haarbach in die Wurm mündet, immer wieder zu Überschwemmungen gekommen war, wurde Anfang der 1970er Jahre unterhalb der Kahlgrachtmühle ein Regenrückhaltebecken gebaut und der Durchfluss begrenzt.

## Bachbeschreibung
Die Quellen vom Haarbach lagen in früherer Zeit in einer Höhe von ca. 231 m über NN in der Nähe vom ehemaligen Driescher Hof  im Stadtteil Aachen-Forst. Heute beginnt der Bach in der Nähe von Gut Neuenhof. Der Bach mit einer ursprünglichen Länge von fast 9 km ist ein Nebengewässer der Wurm und fließt nordöstlich in Richtung Eilendorf, unterquert beim Ortsteil Nirm die Schnellfahrstrecke Köln–Aachen. Der weitere Weg des Baches verläuft in nordwestlicher Richtung, südlich vorbei an Verlautenheide und knickt dann ab nach Südwest und durchfließt das Rückhaltebecken und das Haarbachtal, unterquert dabei seit 1956 die Haarbachtalbrücke der Bundesautobahn 544. In diesem flacheren Gelände kurz vor der Bebauungsgrenze von Haaren konnte der Bach ursprünglich frei mäandern. Übertriebene Sicherungsmaßnahmen für einen Strommast, ein Brückenfundament und einen Wanderweg haben 1987 dazu geführt, dass der Bachlauf zwar weiterhin mehreren Mäanderbögen folgt, diese aber mit großen Steinen und vielen eigens angepflanzten Bäumen nun festgeschrieben sind. Im Stadtkern von Haaren ist der Haarbach weitgehend kanalisiert. Am Tuchmacherweg fließt der Haarbach in einer Höhe von circa 144 m über NN als offener Bach in die Wurm. Die Pflege und Unterhaltung des Gewässers obliegt dem Wasserverband Eifel-Rur (WVER).

## Renaturierung
In weiten Teilen seines Verlaufs durchfließt der Haarbach ein künstliches Bachbett. Diese teils unansehnlichen und unnatürlichen Betonprofile werden nun vom Wasserverband an einigen Stellen rückgebaut, um das Bachbett wieder in einen möglichst naturnahen Zustand zu versetzen und ökologisch aufzuwerten. 2015 wurde in Eilendorf oberhalb der Kahlgrachter Mühle ein 380 m langes begradigtes Stück des Bachlaufs mit großem Aufwand umgebaut. Die neue, stark geschwungene Führung verlängerte den Haarbach hier um 190 m. 2016 wird im Bereich des Nirmer Platzes in Eilendorf die vom Haarbach durchflossene Grünfläche angeschrägt und eine Auenfläche geschaffen.

## Nebenbäche vom Haarbach
- Freunder Bach mit einer Länge von 2,0 km
- Brander Bach mit einer Länge von 1,4 km
- Vorfluter Deltourserb mit einer Länge von 0,5 km
- Rödger Bach mit einer Länge von 4,3 km
- Ellerbach mit einer Länge von 0,7 km

## Galerie

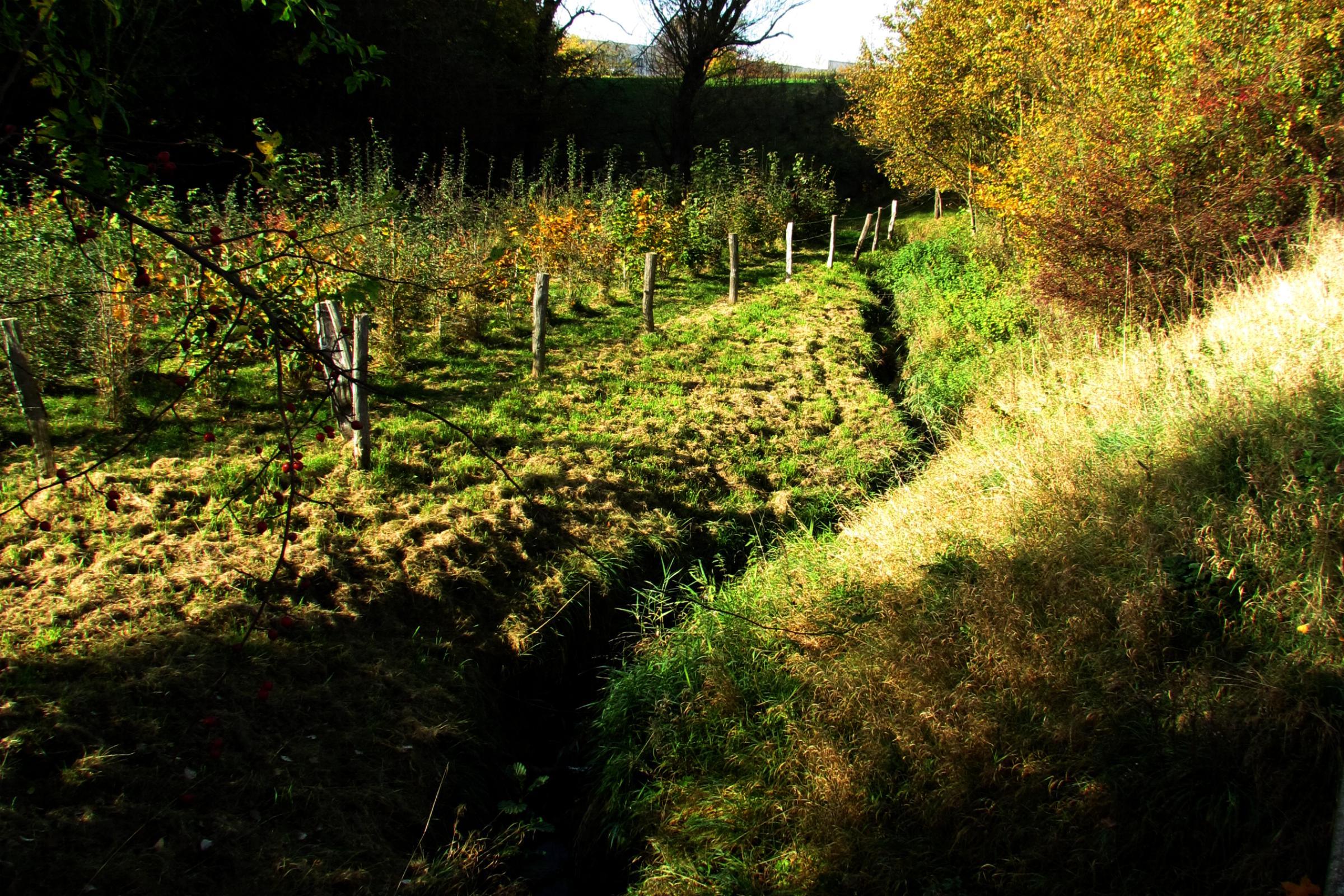
Der Haarbach in seinen Anfängen
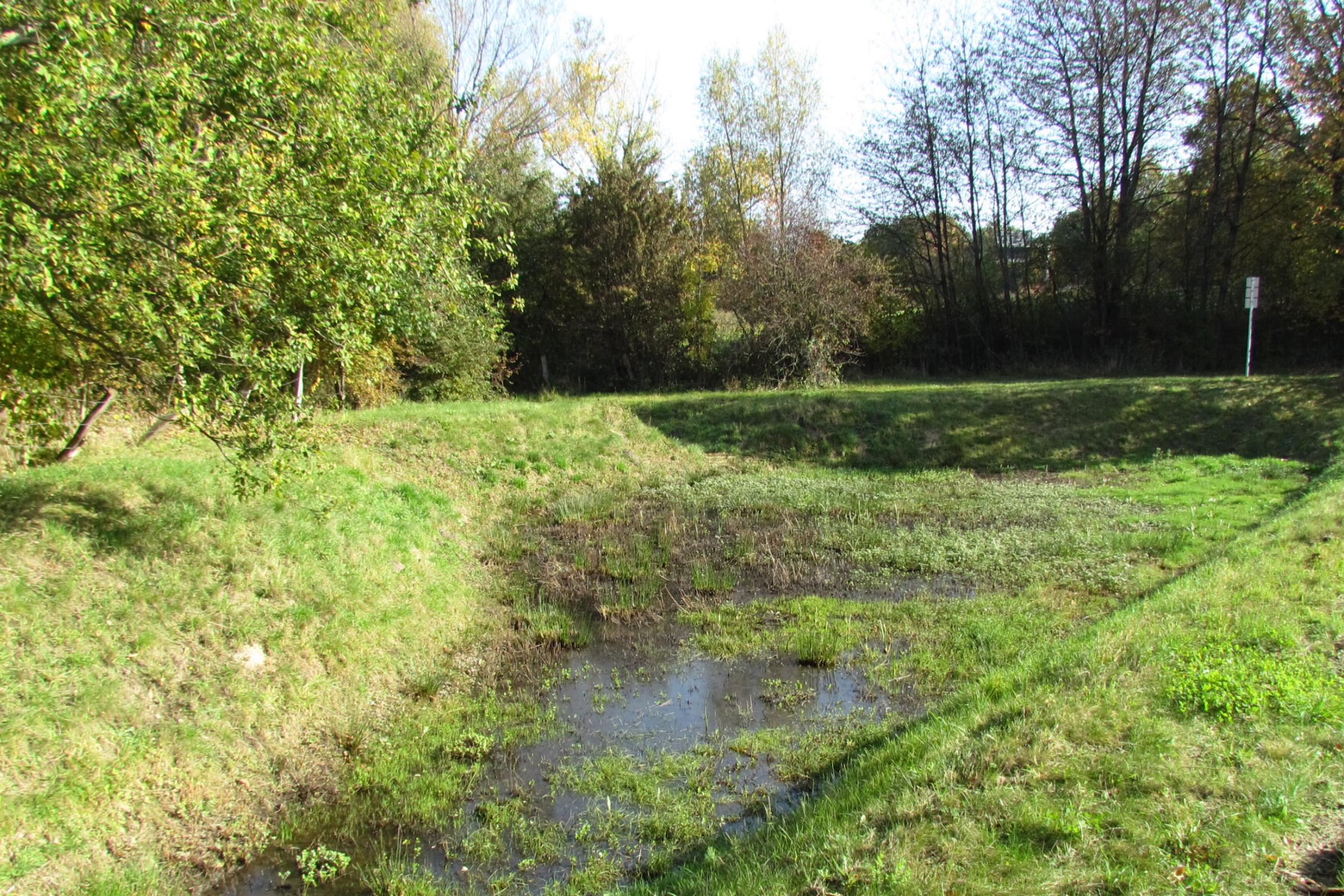
Schon nach kurzer Strecke versorgt der Haarbach ein Feuchtgebiet
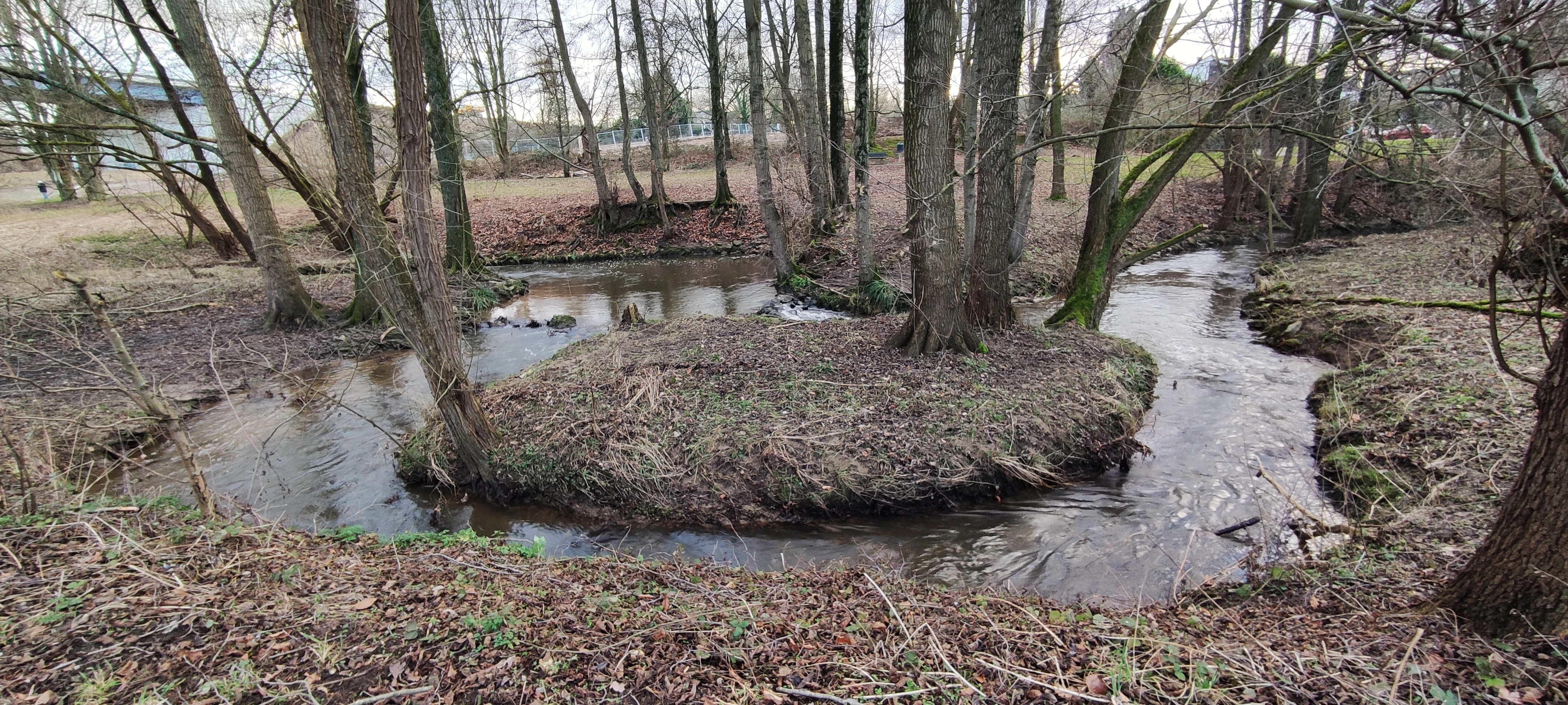
Haarbach-Mäander nahe Haaren
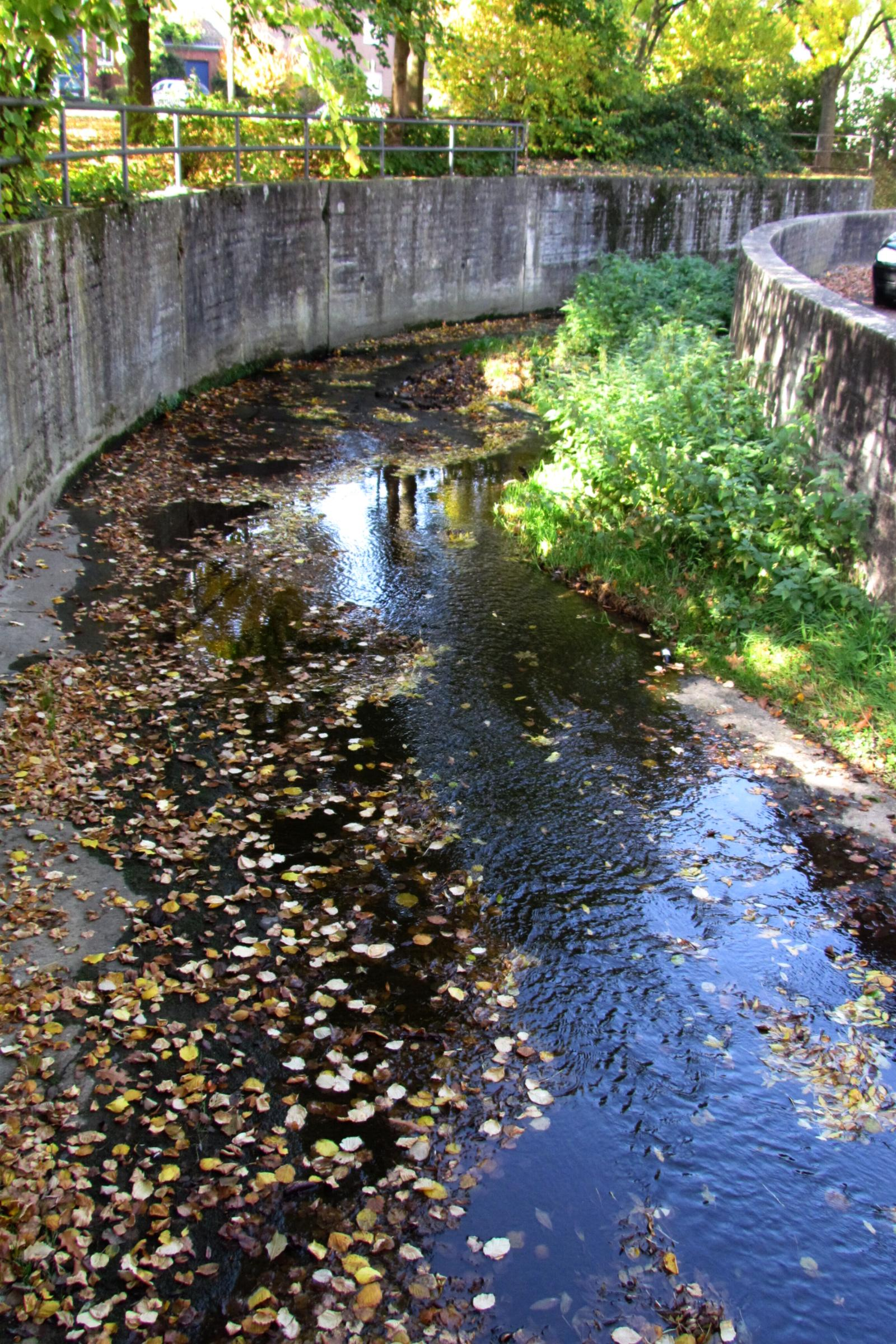
Künstliches Bachbett in Eilendorf-Nirm
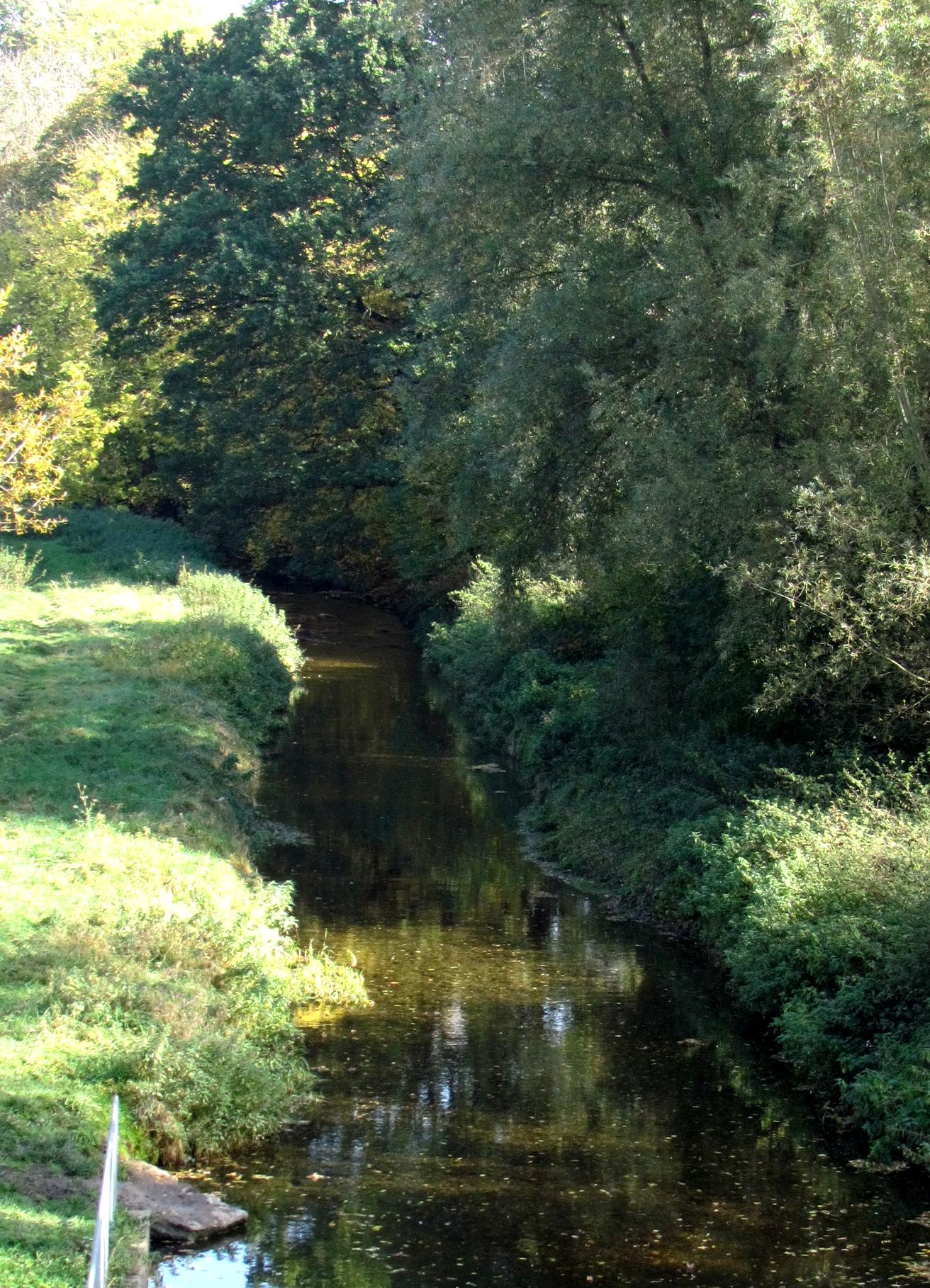
Der Haarbach unterhalb der Kahlgrachtmühle
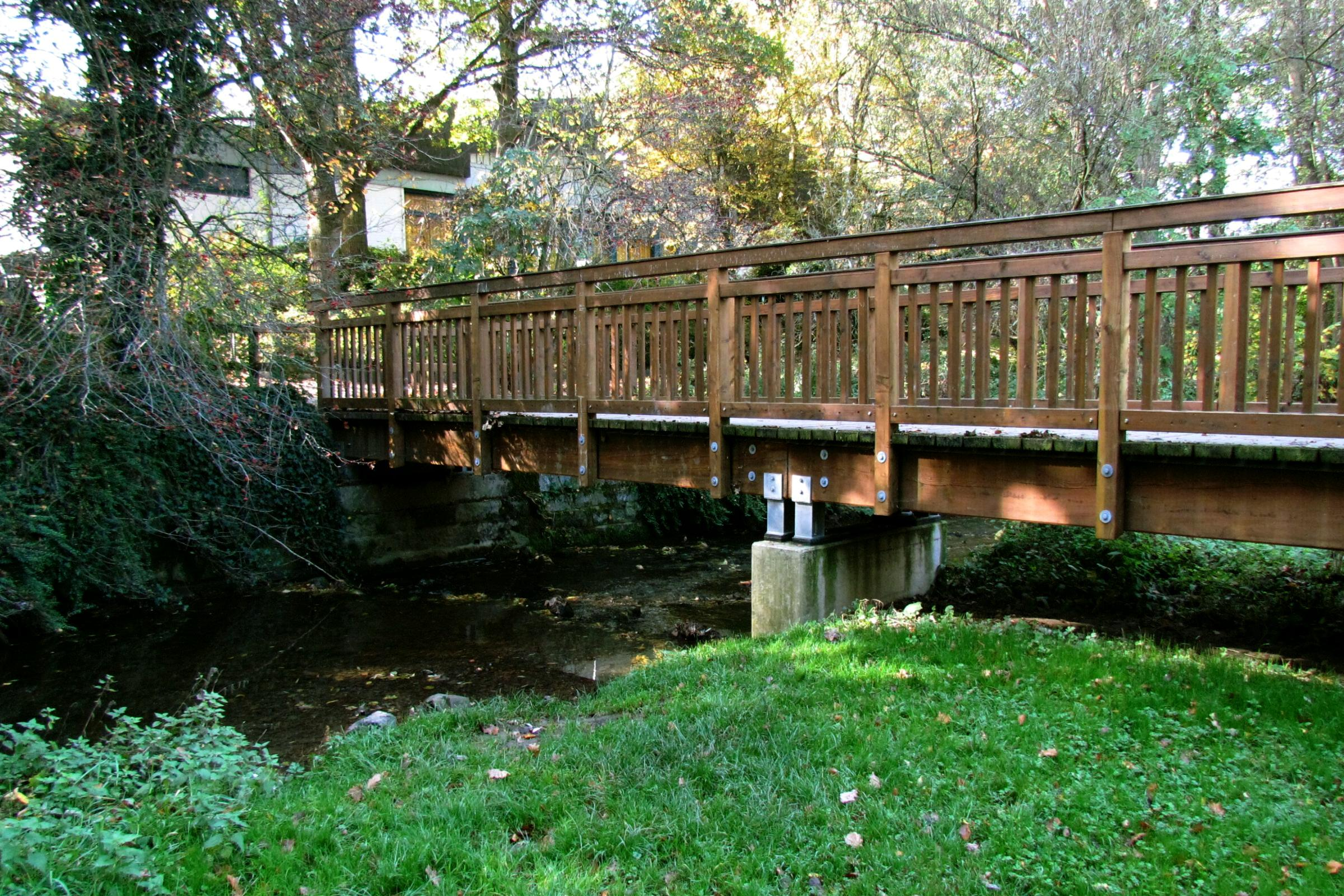
Brückenübergang am Haarbach
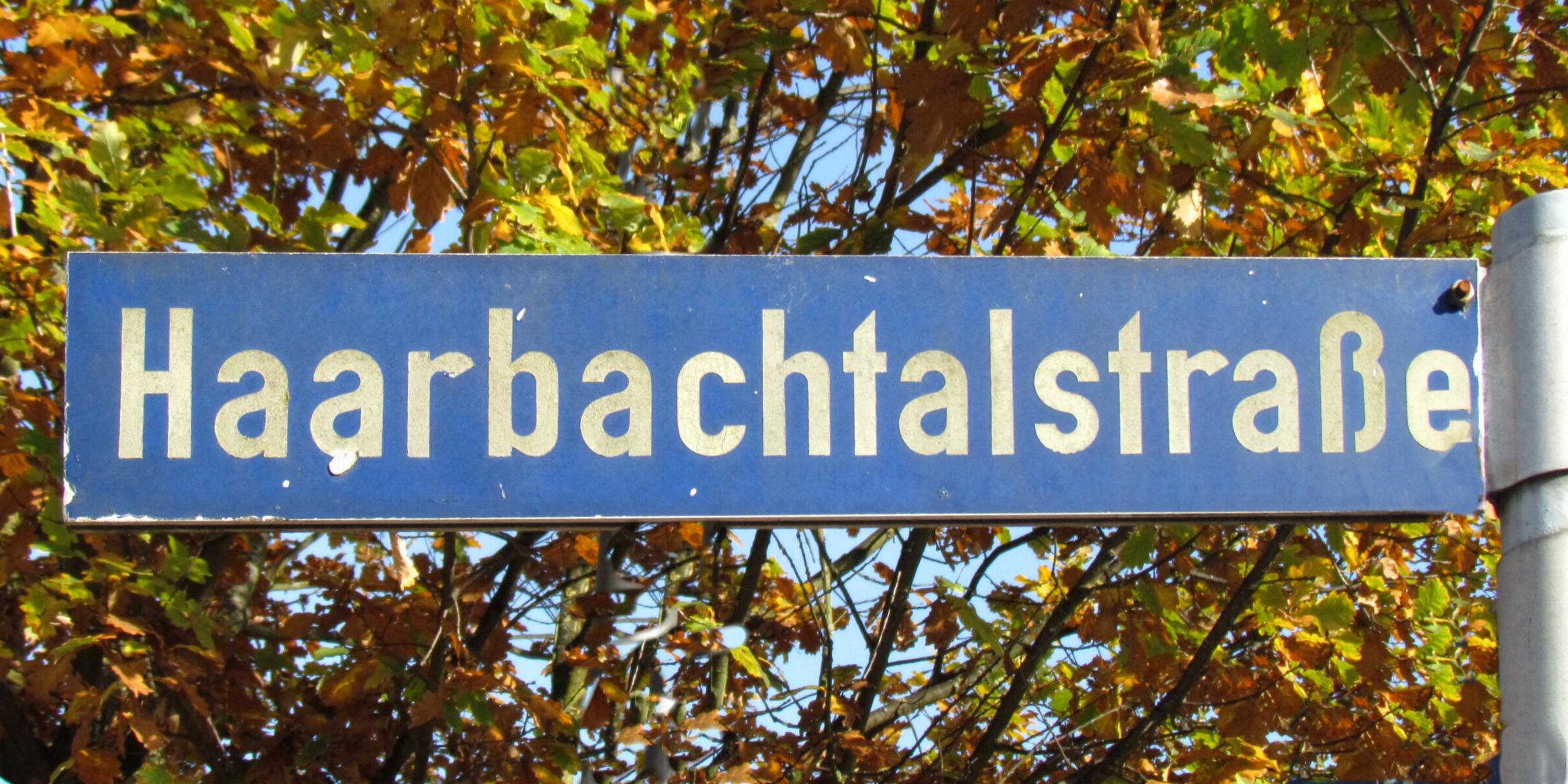
Straßenbezeichnung am Haarbach
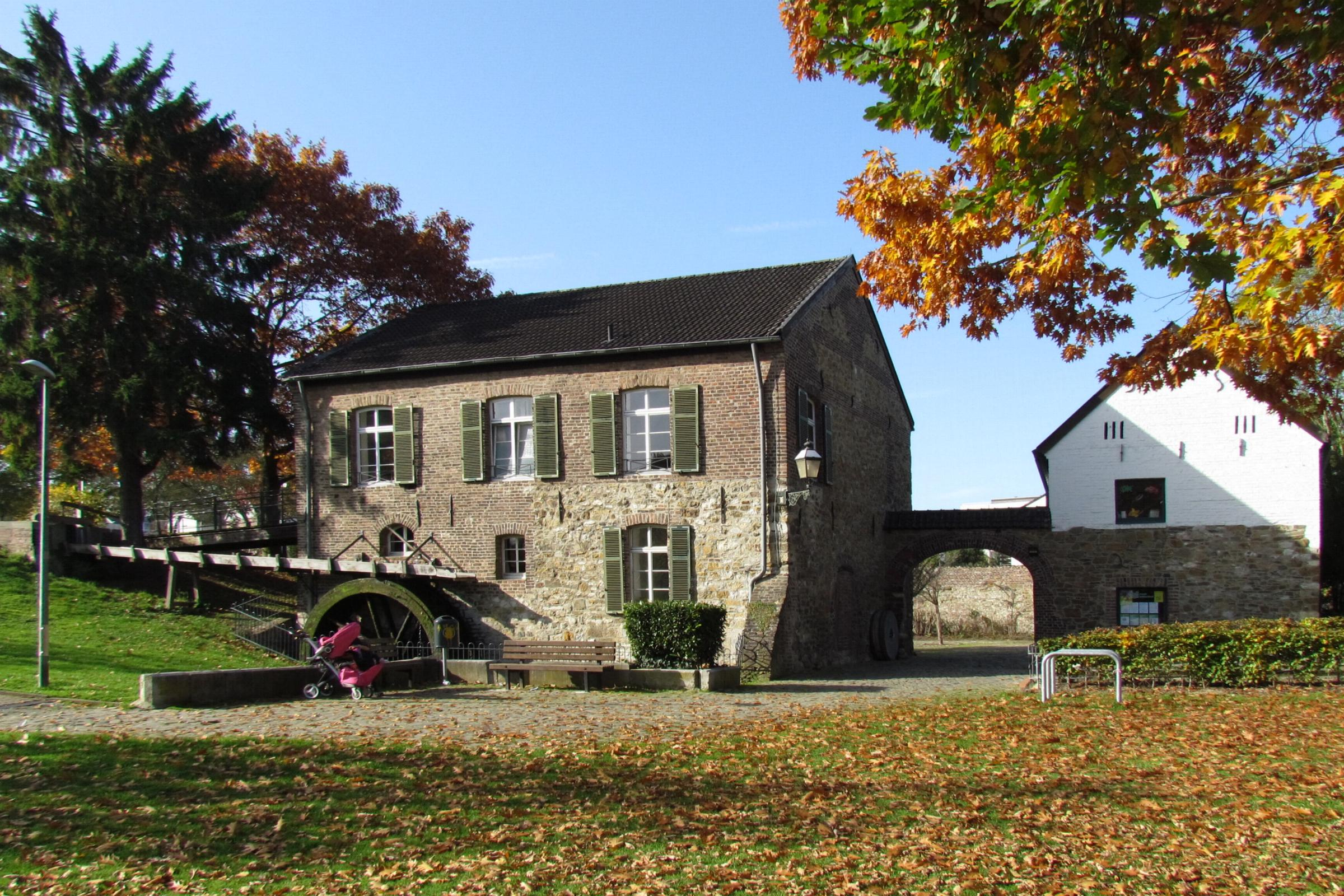
Die Welsche Mühle in der Nähe des Haarbachs

## Wassermühlen am Haarbach
Am Haarbach stehen oder standen einige Wassermühlen:
- Harner Mühle in der Nähe vom Haarhof, Debyestraße
- Nirmer Mühle im Stadtteil Nirm, Schuttenhofweg 232
- Scheidmühle im Stadtteil Nirm, Zur Scheidmühle
- Kahlgrachtmühle In Aachen-Haaren, Kahlgrachtstraße 54
- Welsche Mühle in Aachen-Haaren, Mühlenstraße 19